# A Real Dead One
A Real Dead One — концертный альбом группы Iron Maiden, вышедший в 1993 году.

## Об альбоме
Альбом был записан в 1992/93 годах во время концертов по Европе, и выпущен 25 октября 1993 года. На этом альбоме есть песни с самого начала карьеры группы (1975), и эры Powerslave (1984), в то время как A Real Live One содержит только песни с альбомов после Powerslave.
A Real Dead One был переиздан в 1998 году как релиз A Real Live Dead One, состоящий из двух дисков — A Real Live One и A Real Dead One. В чарте Billboard 200 альбом занял 20 место.
Обложка альбома была сделана постоянным иллюстратором Дереком Риггсом. На ней изображён Эдди, в образе диск-жокея в аду, играющего старые песни группы.
«Hallowed Be Thy Name» была выпущена в качестве живого сингла. «Hallowed Be Thy Name» заняла 50-е место в чарте Mainstream Rock Billboard Music.

## Список композиций
| №   | Название                  | Автор(ы)                      | Длительность |
| --- | ------------------------- | ----------------------------- | ------------ |
| 1.  | «The Number of the Beast» |                               | 4:55         |
| 2.  | «The Trooper»             |                               | 3:55         |
| 3.  | «Prowler»                 |                               | 4:16         |
| 4.  | «Transylvania»            |                               | 4:26         |
| 5.  | «Remember Tomorrow»       | Paul Di’Anno, Harris          | 5:53         |
| 6.  | «Where Eagles Dare»       |                               | 4:49         |
| 7.  | «Sanctuary»               | Di’Anno, Harris, Dave Murray  | 4:53         |
| 8.  | «Running Free»            | Di’Anno, Harris               | 3:49         |
| 9.  | «Run to the Hills»        |                               | 3:58         |
| 10. | «2 Minutes to Midnight»   | Bruce Dickinson, Adrian Smith | 5:37         |
| 11. | «Iron Maiden»             |                               | 5:25         |
| 12. | «Hallowed Be Thy Name»    |                               | 7:52         |